# 보성 나들목
보성 나들목(Boseong IC)은 전라남도 보성군 미력면 용정리에 설치된 남해고속도로의 5번 교차로(나들목)이다. 국도 제29호선을 통해 보성군, 화순군, 광주광역시 동구 일대로 갈 수 있다.

## 연혁
- 2006년 1월 6일 : 나들목 신설을 위해 보성군 도시계획시설 교통광장에 보성군 미력면 용정리 일원을 보성 나들목으로 고시[1]
- 2012년 4월 27일 : 남해고속도로 영암 ~ 순천 구간 개통에 따라 영업개시[2]

## 구조물 정보
- 위치 : 전라남도 보성군 미력면 용정리
- 영업소: 전라남도 보성군 미력면 남해고속도로 62
- 한국도로공사 보성지사: 전라남도 보성군 미력면 화보로 407

## 접속하는 도로
- 국도 제18호선 (송재로, 화보로)
- 국도 제29호선 (화보로)

## 특이 사항
한때는 고속도로 출구 안내 표지판에 '보성, 이양'이라 표기가 되어 "보성이양"이라는 관련 개그가 있었으나, 현재는 이양 표기가 화순으로 변경되었다.

## 교통량 정보
| 요금소        | 통행량 (대/일) | 통행량 (대/일) | 통행량 (대/일) | 통행량 (대/일) | 통행량 (대/일) | 통행량 (대/일) | 통행량 (대/일) | 통행량 (대/일) | 각주  |
| 요금소        | 2012년         | 2013년         | 2014년         | 2015년         | 2016년         | 2017년         | 2018년         | 2019년         | 각주  |
| ------------- | -------------- | -------------- | -------------- | -------------- | -------------- | -------------- | -------------- | -------------- | ----- |
| 보성 (폐쇄식) | 2,253          | 2,895          | 3,274          | 3,803          | 4,093          | 4,365          | 4,302          | 4,533          | [ 3 ] |